# Bodo Kroehl
Bodo Kroehl (* 2. Januar 1873 in Harlingerode; † 30. Mai 1961 in Braunschweig) war ein deutscher Politiker der CDU.
Er war Bergwerksdirektor und Mitglied des Ernannten Braunschweigischen Landtages vom 21. Februar 1946 bis 21. November 1946.

## Quelle
- Barbara Simon: Abgeordnete in Niedersachsen 1946–1994. Biographisches Handbuch. Hrsg. vom Präsidenten des Niedersächsischen Landtages. Niedersächsischer Landtag, Hannover 1996, S. 188.

| Personendaten    | Personendaten             |
| ---------------- | ------------------------- |
| NAME             | Kroehl, Bodo              |
| KURZBESCHREIBUNG | deutscher Politiker (CDU) |
| GEBURTSDATUM     | 2. Januar 1873            |
| GEBURTSORT       | Harlingerode              |
| STERBEDATUM      | 30. Mai 1961              |
| STERBEORT        | Braunschweig              |